# Fora ! (revue)
Pour les articles homonymes, voir Fora.
Fora ! (nom complet : Revue Fora ! - La Corse vers le monde) est une revue transculturelle corse. Sa parution est semestrielle. Le premier numéro a paru en juillet 2007. La revue Fora est éditée par l'association Ubiquità.

## Principe
À chaque numéro, la revue Fora ! présente en regard de la culture corse une autre culture du monde avec laquelle elle partage des traits communs (insularité, latinité, « méditerranéité »). La revue Fora est attachée à la multiplicité des points de vue : contributions d'artistes, de journalistes, d'universitaires, rencontres avec des sportifs, des entrepreneurs...
La revue Fora ! tente de renouveler et décloisonner la réflexion sur l'identité corse :  « la revue se déploie en réaction à la mainmise de ceux qui, au prétexte de combattre pour la liberté d’être Corse, font de cette dernière l’étuve mortifère dans laquelle étouffe la nature composite de la culture corse. Fora ! crée, avant toutes choses, un en dehors à la Corse – et, naturellement, un extérieur et la bouffée d’air frais qui va avec – pour sortir l’île de Beauté des clichés touristiques et lui donner un autre souffle identitaire que celui expiré par les nationalismes et autres conservatismes locaux. »
Comme le faisait remarquer la revue Ethnologie française, «nous ne sommes donc pas ici dans une revue régionaliste, mais, subtilement, le territoire y fonctionne comme le terreau et le levier de réflexions vagabondes ». Et l'idée d'anthropologisme universel revendiquée par la revue trouve son écho dans la définition de l'universel de l'écrivain Manuel Torga : « L'universel, c’est le local, sans les murs. »

## Numéros parus
- no 1 - juillet 2007 - La Corse au miroir du Japon, avec des contributions d'Ange Leccia, Orso Miret, Anne Meistersheim, Frédéric Antonetti, Patrizia Gattaceca, Augustin Berque...
- no 2 - janvier 2008 - Corse et Maghreb, côte à côte, avec des contributions de Danièle Maoudj, Michel Vergé-Franceschi, Georges Ravis-Giordani, Jérôme Ferrari...
- no 3 - juillet 2008 - Corse et Mexique, A latins, latins et demi, avec des contributions de Marie-Jean Vinciguerra, Ghjacumu Thiers, Jean-Pierre Mattei, Tomas Heuer, Pierre Dottelonde, Alizée, Pascal Genot, Gilles Panizzi...
- no 4 - janvier 2009 - Corses et Juifs, Peuples et diasporas ?, avec des contributions de Amos Oz, Shlomo Sand, Gabriel-Xavier Culioli, Rachel Ertel, Edmond Simeoni, Daniel Sibony...
- no 5 - juillet 2009 - Corse & USA, Exemple ou repoussoir ?, avec des contributions de Laure Limongi, Jean-Louis Fabiani, Francis Beretti, Alexandra Jaffe, Francis Pomponi, Linda Calderon, David Berkeley...
- no 6 - janvier 2010 - Négritude, Corsitude : après ?, avec des contributions de Pap Ndiaye, Jacques Fusina, Frédéric Bertocchini, Francis Arzalier, Sylvain Gregori, Mata Gabin, Gary Coulibaly, Raphaël Confiant...
- no 7 - juillet 2010 - Corsica - Italia : oghje, aujourd’hui, oggi ?, avec des contributions de Marco Cini, Antoine-Marie Graziani, Jean-Louis Briquet, Marcelle Padovani, Marie Ferranti, Orlando Forioso, Jean-Marie Arrighi...
- no 8 - février 2011 - Décentrement, avec des contributions de Beli Blanco, Laurent Mucchielli, François Pupponi, De Gaulle Eid, Marceddu Jureczek, Max Ristori...
- no 9 -octobre 2011 Emancipation , avec des contributions ou des textes de Yannick Casanova, Denis Deprez, Gao Xingjian, Mathias Enard, Vanessa Alberti...
- no 10 - avril 2012 Eros, avec des contributions de Xavier Crettiez, Michel Peraldi, Antoine Graziani, Isabelle Balducchi, Alanu Dimeglio, Pierre Gambini, A Piazzetta...